# An Awesome Wave
An Awesome Wave es el álbum de estudio del debut de la banda de indie Indie rock inglesa alt-J, lanzado el 25 de mayo de 2012 por Infectious Records. El álbum incluye los sencillos "Matilda"/"Fitzpleasure", "Breezeblocks" y "Tessellate". Alcanzó el número trece en el UK Albums Chart, y también entró en las listas de éxitos en Bélgica, Francia, Holanda y Suiza. An Awesome Wave  ganó en el 2012 el British Barclaycard Mercury Prize, y en 2013 fue galardonado con el Álbum del Año en el Premio Ivor Novello.

## Carátula del álbum
La carátula del álbum An Awesome Wave es una imagen de radar formada por varias imágenes del delta del río Ganges en Bangladés. La imagen de cada una de las tres capas que la forman la imagen principal fueron tomadas por el satélite Envisat de la Agencia Espacial Europea. Estas imágenes fueron tomadas de forma independiente los días 20 de enero, 24 de febrero y el 31 de marzo de 2009. La imagen final, titulada Ganges' Dazzling Delta, refleja una gran variedad de colores debidos a la exposición y el reflejo del sol obtenidos en tres días diferentes.

## Lista de canciones
Todas las canciones escritas y compuestas por Joe Newman, Gus Unger-Hamilton, Gwilym Sainsbury and Thom Green.

| N.º | Título                                 | Duración |  |
| 1.  | «Intro»                                | 2:37     |  |
| 2.  | «[The Ripe & Ruin]»                    | 1:12     |  |
| 3.  | «Tessellate»                           | 3:02     |  |
| 4.  | «Breezeblocks»                         | 3:47     |  |
| 5.  | «[Guitar]»                             | 1:17     |  |
| 6.  | «Something Good»                       | 3:38     |  |
| 7.  | «Dissolve Me»                          | 3:59     |  |
| 8.  | «Matilda»                              | 3:48     |  |
| 9.  | «Ms»                                   | 3:59     |  |
| 10. | «Fitzpleasure»                         | 3:39     |  |
| 11. | «[Piano]»                              | 0:53     |  |
| 12. | «Bloodflood»                           | 4:09     |  |
| 13. | «Taro»                                 | 5:05     |  |
| 14. | «Hand-Made» (Canción extra. No en CD.) | 2:37     |  |